# 全世界人民一定胜利
《全世界人民一定胜利》是创作及流行于文化大革命中期的一首政治歌曲。
1970年5月20日，毛泽东发表了《全世界人民团结起来，打败美国侵略者及其一切走狗》的声明，并于次日在天安门广场的“首都支持世界人民反对美帝斗争大会”大会上，由林彪向现场的50万军民宣读。作为中央人民广播电台的一名记者，苏伟光参与了大会的采访报道工作，会后其沉浸在会场“人头攒动，红旗飞舞，呼声震天动地的激动场面”中，连夜写成了《全世界人民一定胜利》这首歌的歌词，经由中央乐团谱曲、演唱并录音后，由各地广播电台反复教唱。歌词内容主要取材于《走狗》声明。